# Sébastien Ebala
Sébastien Ebala est un activiste camerounais anti-Paul Biya originaire de la région du Centre.

## Biographie

### Engagement politique
Il est actif sur les réseaux sociaux.
En avril 2020, en compagnie de Bernard Tchebo, il est mis à la prison de Kondengui pour  avoir appelé à manifester contre le régime de Paul Biya sur la place du rond-point de la poste centrale de Yaoundé,. Il est ensuite poursuivi pour outrage au chef de l'État. À la suite de cet incident, il fait une lettre ouverte dans laquelle il s'excuse auprès de du Président Paul Biya, en expliquant qu'il a été manipulé et souhaite dorénavant évoluer en politique à ses côtés dans un contexte de paix.

#### Tortures et tribalisme anti-Bamiléké
Il se plaint d'avoir été torturé lors de sa détention et témoigne de tribalisme anti-bamiléké par certaines forces de l'ordre,,.